# Mike Braun

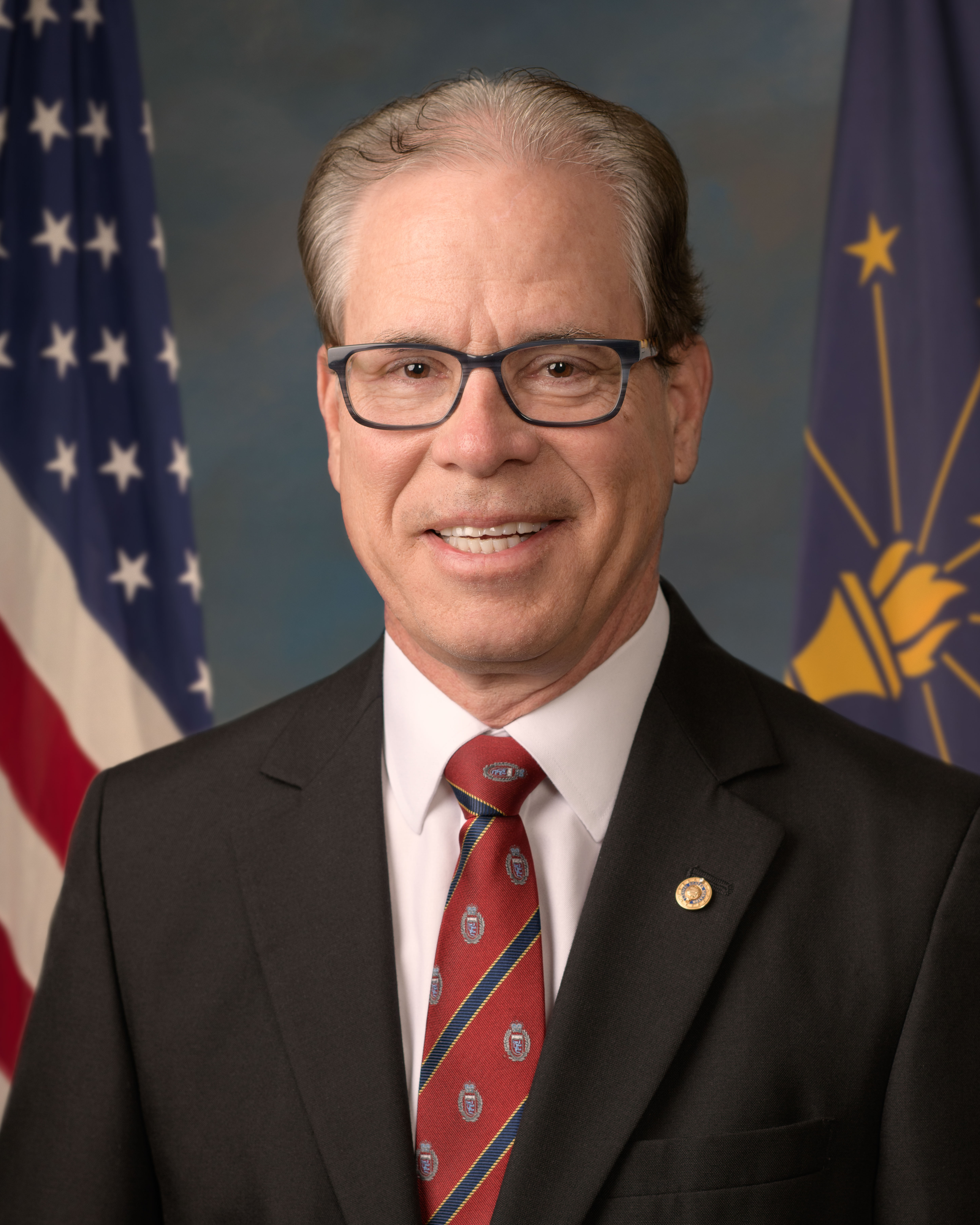
Mike Braun (2019)

Michael „Mike“ Braun (* 24. März 1954 in Jasper, Indiana) ist ein US-amerikanischer Politiker der Republikanischen Partei und seit 2025 Gouverneur von Indiana. Zuvor vertrat er von 2019 bis 2025, gemeinsam mit Todd Young, diesen Bundesstaat im Senat der Vereinigten Staaten.

## Familie, Ausbildung und Beruf
Mike Braun wurde in der Kleinstadt Jasper, im Süden Indianas, geboren. Er besuchte dort die Jasper High School. Seinen Bachelor erhielt er am Wabash College, seinen Master an der Harvard Business School. Braun ist Präsident und CEO von Meyer Distributing, einem Handelsunternehmen.
Braun ist verheiratet mit Maureen, gemeinsam haben sie vier Kinder. Sein Bruder Steve (1959–2022) war ebenfalls als Politiker in Indiana aktiv (2012 bis 2014 im Repräsentantenhaus von Indiana).

## Politische Laufbahn
Von 2004 bis 2014 war Braun Mitglied im Jasper School Board, der Schulaufsichtsbehörde seiner Heimatstadt. Gewählt wurde er als Kandidat und Mitglied der Demokratischen Partei, 2012 trat er jedoch zu den Republikanern über. Von 2014 bis 2017 saß er für den 63. Wahlbezirk im Repräsentantenhaus von Indiana. Am 1. November 2017 legte er sein Mandat nieder um sich voll und ganz auf seine Wahlkampagne für den 2018 zur Wahl stehenden Sitz von Indiana im US-Senat zu konzentrieren.
In den Vorwahlen der Republikaner konnte sich Braun, dem als Außenseiter wenig Chancen eingeräumt wurden, überraschend mit 41 % der abgegebenen Stimmen gegen seine Kontrahenten Todd Rokita und Luke Messer durchsetzen und wurde so für die Hauptwahl am 6. November 2018 nominiert.
Im Wahlkampf trat er als Kritiker von Obamacare auf und bezeichnete Amtsinhaber Joe Donnelly als Verteidiger von Obamacare. Er sprach sich dafür aus, den Affordable Care Act zurückzunehmen und die Gesundheitsversorgung im Wesentlichen dem freien Markt zu überlassen. Braun vertrat weiterhin die Ansicht, dass der Bau der Mauer zu Mexiko, die US-Präsident Donald Trump in seinem Wahlkampf versprochen hatte, der erste Schritt zu irgendeiner Lösung sein müsse. Er ist weiterhin Abtreibungsgegner und Gegner von gleichgeschlechtlichen Ehen.
Bei der Hauptwahl am 6. November 2018 konnte sich Braun überraschend deutlich mit 50,9 % der abgegebenen Stimmen gegen Donnelly, für den 45 % stimmten, durchsetzen. Ab dem 3. Januar 2019 hat er Donnelly als Senator abgelöst. Gemeinsam mit Todd Young vertrat nun den Bundesstaat Indiana im Bundessenat. Dabei war er politisch deutlich konservativer als Todd Young; im Senat stimmte er regelmäßig nicht nur gegen Gesetzesvorhaben der Demokraten, sondern auch gegen jene, die überparteiliche Zustimmung erhalten. Außerdem gehörte er zu jenen Republikanern, die den Wahlsieg Bidens nicht oder nicht direkt anerkannten.
Im November 2022 entschied sich Mike Braun nicht bei der Wahl 2024 zur Wiederwahl anzutreten, sondern für das Amt des Gouverneurs von Indiana zu kandidieren. Er konnte die Wahl gewinnen und löste damit am 13. Januar 2025 Eric Holcomb als Gouverneur ab, der nach zwei Amtszeiten nicht erneut hatte kandidieren dürfen.